# サイモン・ウッズ
サイモン・ウッズ（Simon Woods、1980年-）はイギリスの俳優。パートナーはバーバリー社のクリエイティブ・ディレクターであるクリストファー・ベイリー。
2007年のドラマ『ROME［ローマ］』で成長後のガイウス・オクタウィアヌス・カエサル役を演じた事で知られているが、2008年に役者業を引退した。

## 来歴
1980年、イギリス・イングランド地方のロンドン市に生まれる。名門パブリックスクールであるイートン校で学び、オクスフォード大学マグダレン校に入学して英語学を専攻した。オクスフォード大学卒業後はガーディアン紙の記者になったが、程なく役者を志して退職した。2003年、『チャールズ2世：権力と情熱』のマールバラ公爵役でテレビドラマに初出演した。2005年、大学時代に交際していた女優ロザムンド・パイクと『プライドと偏見』（2005）で恋人同士になる役として共演し、監督のジョー・ライト（当時のロザムンドの婚約者でもある）はこの2人の演技に関するプロフェッショナルな姿勢について言及している。
2007年、HBO制作のテレビドラマ『ROME［ローマ］』に出演、第一部で子供時代のガイウス・オクタウィアヌス・カエサル役を演じたマックス・パーキスに代わり、第二部で役を引き継いだ。感情が欠落した部分のある同作のオクタウィアヌス役を子役のパーキスと共に巧みに表現し、新進気鋭の若手役者として注目を集めた。しかし2008年には別のドラマに出演することはなく2つの映画に出演するのみで、以降は役者活動を一切行っていない。2009年、役者活動を休止した翌年に同性愛者であったことを公表し、男性デザイナーのクリストファー・ベイリーとの婚約も発表された。2012年8月、クリストファーとサイモンは役所に同性婚の届け出を行ったが、サイモンの職業欄は役者ではなく「作家（writer）」と記載されたという。

## 出演

### 映画
| 公開年 | 邦題 原題                                           | 役名                       | 備考 |
| ------ | --------------------------------------------------- | -------------------------- | ---- |
| 2005   | プライドと偏見 Pride & Prejudice                    | ビングリー                 |      |
| 2006   | スターター・フォー・テン Starter for 10             | ジョシュ                   |      |
| 2006   | ペネロピ Penelope                                   | エドワード・ヴァンデルマン |      |
| 2007   | エンジェル Angel                                    | クレイブ・フェンリー       |      |
| 2007   | アイ・ウォント・キャンディ I Want Candy             | 役者                       |      |
| 2008   | サニー・アンド・エレファント Sunny and the Elephant | ニコラス                   |      |
| 2008   | プレビュー・エンゲージメント A Previous Engagement  | テイラー                   |      |

### ドラマ
| 公開年 | 邦題 原題                                                       | 役名                                 | 備考 |
| ------ | --------------------------------------------------------------- | ------------------------------------ | ---- |
| 2003   | チャールズ2世：権力と情熱 Charles II: The Power and The Passion | 初代マールバラ公ジョン・チャーチル   |      |
| 2003   | ケンブリッジ・スパイ Cambridge Spies                            | チャールズ・ギブンス                 |      |
| 2004   | 刑事フォイル Foyle's War                                        | グレヴィル・ウッズ                   |      |
| 2005   | 女王の妹 The Queen's Sister                                     | ロディ・ルウェリン                   |      |
| 2005   | エリザベス1世 〜愛と陰謀の王宮〜 Elizabeth I                    | ジルベルト・ギフォード               |      |
| 2005   | Twisted Tales                                                   | ザック                               |      |
| 2006   | MI-5 英国機密諜報部 Spooks                                      | ロワン                               |      |
| 2007   | クランフォード Cranford                                         | ドクター・ハリソン                   |      |
| 2007   | ROME［ローマ］ ROME                                             | ガイウス・オクタウィアヌス・カエサル |      |